# Бурич Душан Петрович
Душан Петрович Бурич (нар. 15 травня 1917) — сербський вчений в області виноградарства. Доктор сільськогосподарських наук, професор.
Вніс великий внесок у підготовку фахівців вищої кваліфікації для виноградарства Югославії. Автор понад 40 наукових праць в галузі фізіології, екофізіологія, впливу мікроелементів на розвиток винограду, в тому числі монографій:
- «Виноградарство» (в 2-х томах);
- «Добриво виноградників»;
- «Сучасне виноградарство»;
- «Фізіологія виноградної лози».

Нагороджений орденом Праці (Югославія).